# باول دان (لاعب اتحاد الرغبي)
باول دان (بالإنجليزية: Paul Dan)‏ هو لاعب اتحاد الرغبي أسترالي، ولد في 1985.